# Plagiobrissus grandis
Plagiobrissus grandis is een zee-egel uit de familie Brissidae.
De wetenschappelijke naam van de soort werd in 1788 gepubliceerd door Johann Friedrich Gmelin.